# Mycomya nigriceps
Mycomya nigriceps är en tvåvingeart som först beskrevs av Friedrich Hermann Loew 1873.  Mycomya nigriceps ingår i släktet Mycomya och familjen svampmyggor. Inga underarter finns listade i Catalogue of Life.